# Dapa
Dapa ist eine philippinische Stadtgemeinde in der Provinz Surigao del Norte.
Sie liegt im Süden der Insel Siargao im Osten der Philippinen; zu ihr gehören die weiter südlich gelegenen kleineren Inseln East Bucas, Middle Bucas und Casulian.
Dapa hat 23.787 Einwohner (Zensus 1. August 2015).

## Baranggays
Dapa ist politisch in 29 Baranggays unterteilt.
| - Bagakay - Barangay 1 (Pob.) - Barangay 10 (Pob.) - Barangay 11 (Pob.) - Barangay 12 (Pob.) - Barangay 13 (Pob.) - Barangay 2 (Pob.) - Barangay 3 (Pob.) - Barangay 4 (Pob.) - Barangay 5 (Pob.) - Barangay 6 (Pob.) - Barangay 7 (Pob.) - Barangay 8 (Pob.) - Barangay 9 (Pob.) - Buenavista | - Cabawa - Cambas-ac - Consolacion - Corregidor - Dagohoy - Don Paulino - Jubang - Montserrat - Osmeña - San Carlos - San Miguel - Santa Fe - Santa Felomina - Union |

## Verkehr
Der Seehafen von Dapa stellt mit täglichen Fährverbindungen nach Surigao City und 327.749 Passagierbewegungen im Jahr 2017 das Haupteinfallstor für Besucher nach Siargao dar. Der öffentliche Personenverkehr innerhalb der Gemeinde findet überwiegend mit Pedicabs und motorisierten Tricycles statt. Für Fahrten an weiter entfernte Destinationen auf der Insel werden Jeepneys, Multicabs und auch Motorräder, die zumeist zum Schutz der Passagiere vor der Sonne mit einer Dachkonstruktion versehen sind, eingesetzt. Taxis dagegen findet man in Dapa sowie auf der gesamten Insel Siargao nicht.

## Söhne und Töchter
- Joseph Tarife Durero (* 1969), römisch-katholischer Ordensgeistlicher, Bischof von Daru-Kiunga in Papua-Neuguinea

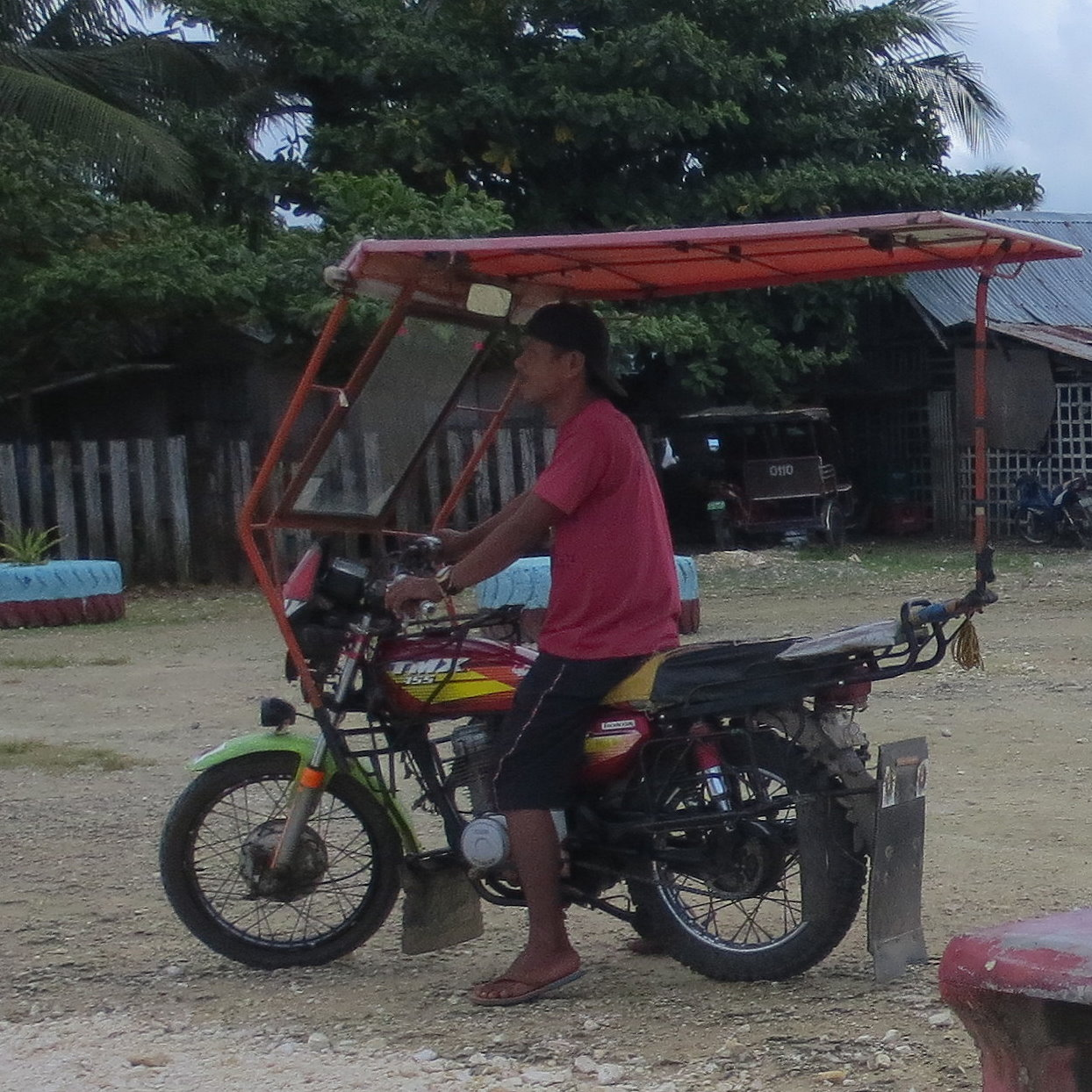
Motorrad für den Personentransport
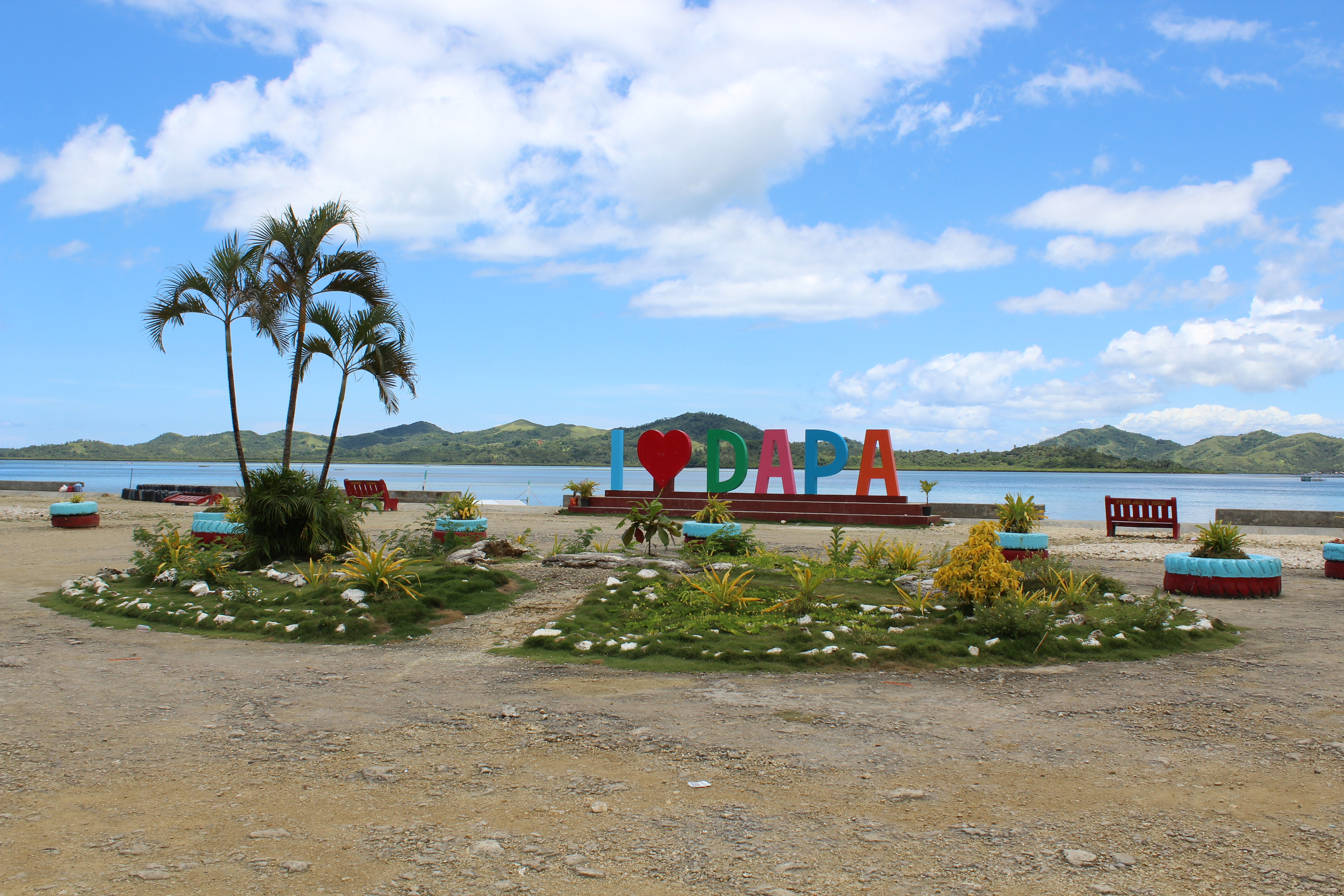
Dapa Boulevard mit Insel East Bucas im Hintergrund
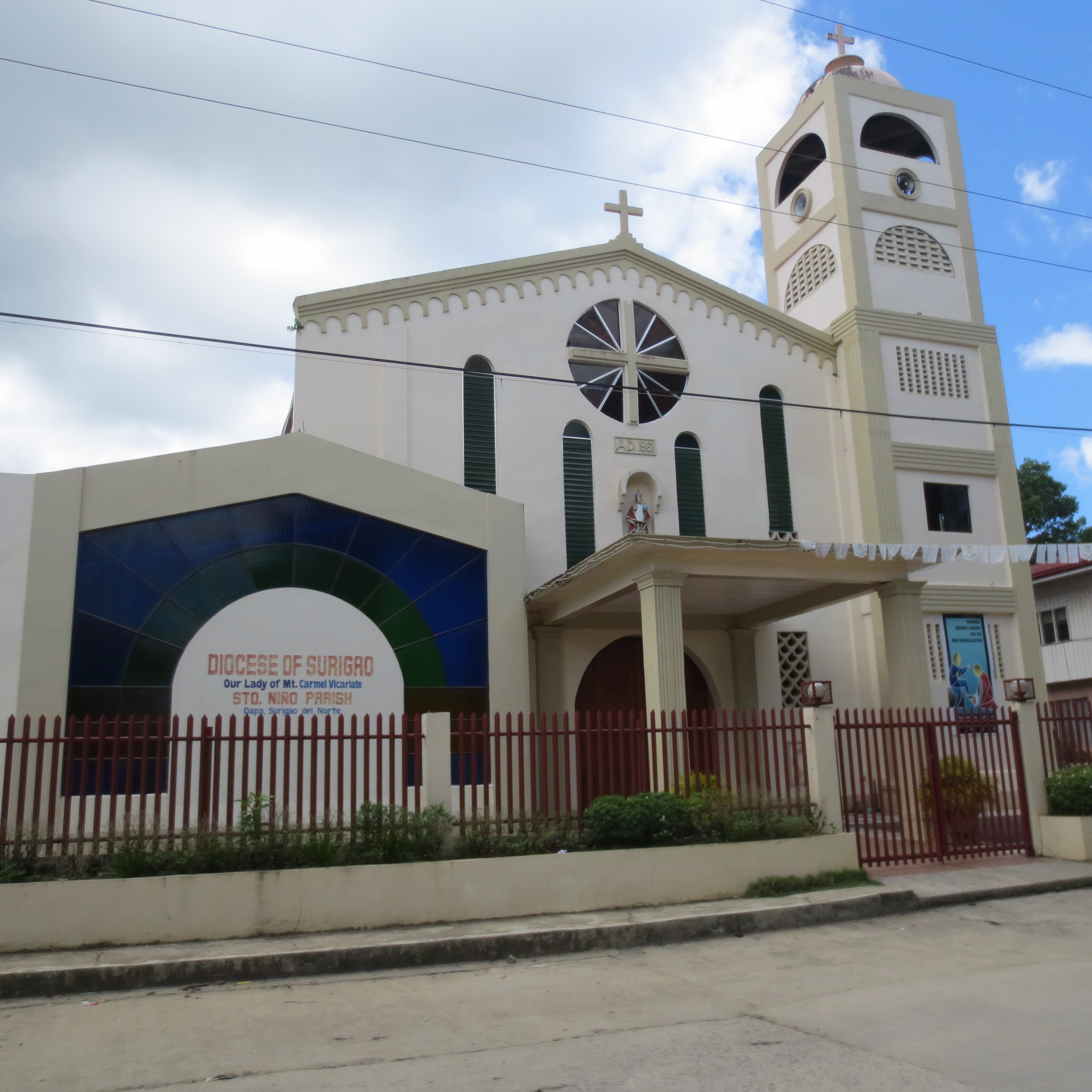
Kirche von Dapa
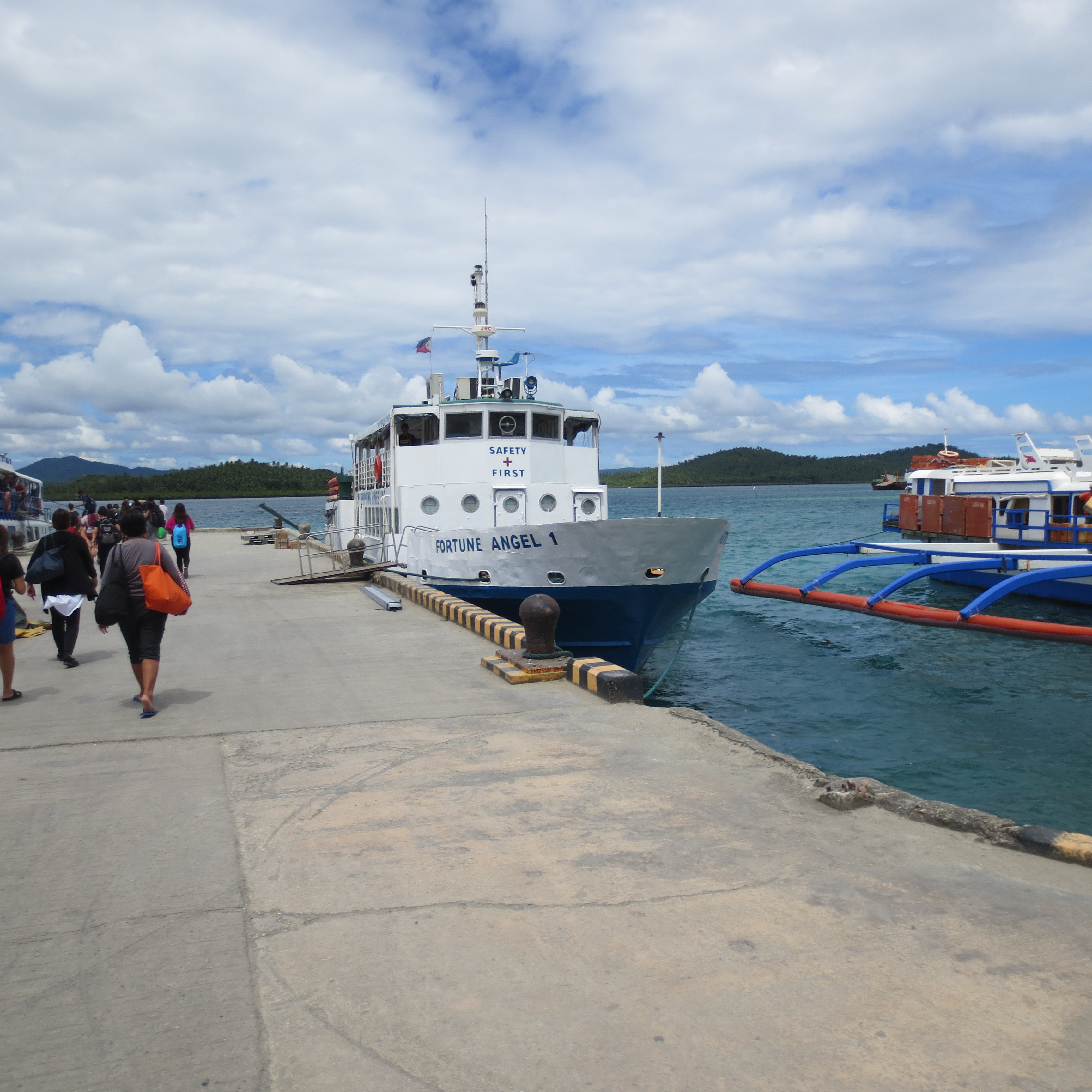
Hafen von Dapa